# Selo Kostolac
Selo Kostolac (cyr. Село Костолац) – wieś w Serbii, w okręgu braniczewskim, w mieście Požarevac. W 2011 roku liczyła 1228 mieszkańców.